# Andreea Mituová
Andreea Mituová, rodným jménem Cristina-Andreea Mitu, (* 22. září 1991 Bukurešť) je rumunská profesionální tenistka. Ve své dosavadní kariéře na okruhu WTA Tour vyhrála čtyři deblové turnaje, když první z nich získala spolu s İpek Soyluovou na Istanbul Cupu 2016. K nim přidala jednu deblovou trofej v sérii WTA 125K. V rámci okruhu ITF získala do září 2020 devatenáct titulů ve dvouhře a devatenáct ve čtyřhře.
Na žebříčku WTA byla ve dvouhře nejvýše klasifikována v červnu 2015 na 68. místě a ve čtyřhře pak v říjnu 2016 na 69. místě. Trénují ji Marius Cristian Onilă a Adrian Marcu.
V rumunském fedcupovém týmu debutovala v roce 2015 montréalskou baráží světové skupiny proti Kanadě, v níž přispěla k výhře 3:2 na zápasy vítězným singlem. S Ralucou Olaruovou za rozhodnutého stavu prohrály čtyřhru. Do roku 2021 v soutěži nastoupila k dvěma mezistátním utkáním s bilancí 1–0 ve dvouhře a 0–2 ve čtyřhře.
Rumunsko reprezentovala na Letních olympijských hrách 2016 v Riu de Janeiru, kde v ženské dvouhře startovala jako náhradnice. V úvodním kole nestačila na Garbiñe Muguruzaovou. Do ženské čtyřhry nastoupila s Ralucou Olaruovou na divokou kartu. Soutěž opustily po prohře ve druhém kole od pozdějších zlatých medailistek Jekatěriny Makarovové a Jeleny Vesninové.
V lednu 2018 přivedla na svět syna Adama. K tenisu se vrátila v květnu téhož roku a v červenci získala deblovou trofej na BRD Bucharest Open 2018 v páru s Irinou-Camelií Beguovou.

## Tenisová kariéra
První ženský turnaj na okruhu ITF odehrála v roce 2006 v rodné Bukurešti. V následující sezóně získala úvodní titul v rumunském Galați, když ve finále zdolala Italku Cristinu Celaniovou.
Premiérovou událostí na okruhu WTA Tour ve dvouhře se pak stala kvalifikace Internazionali Femminili di Tennis di Palermo, hrané na antuce v červenci 2008. Švýcarka Emmanuelle Gagliardiová ji v prvním kole uštědřila dva „kanáry“. Na nejvyšší grandslamové soutěži se poprvé objevila v kvalifikaci US Open 2012, kde vrátila čtyři roky starou porážku Gagliardiové, aby ve druhém kole podlehla Američance Marii Sanchezové. Do hlavní soutěže prvně pronikla ve Wimbledonu 2014, kde ji deklasovala turnajová čtyřka Agnieszka Radwańská 2–6 a 1–6.
Při svém debutu ve Fed Cupu, v montréalské baráži světové skupiny 2015 proti Kanadě, překvapivě přehrála jako hráčka druhé světové stovky sedmou ženu žebříčku Eugenii Bouchardovou ve třech setech. Za rozhodnutého vítězného stavu 3:1 na zápasy, pak s Olaruovou podlehly páru Gabriela Dabrowská a Sharon Fichmanová.
Na French Open 2015 poprvé nemusela hrát kvalifikaci. Na úvod přehrála Alizé Limovou, ve druhém světovou dvanáctku Karolínu Plíškovou a ve třetím Italku Francescu Schiavoneovou.
Do elitní světové stovky žebříčku WTA ve dvouhře poprvé pronikla 27. dubna 2015, když jí patřila 100. příčka. Premiérové finále na okruhu WTA Tour odehrála na bukurešťském BRD Bucharest Open 2015, kde s krajankou Patricií Mariou Țigovou prohrály v boji o deblový titul s gruzínsko-nizozemskou dvojicí Oxana Kalašnikovová a Demi Schuursová.

## Finále na okruhu WTA Tour
| Legenda                           |
| --------------------------------- |
| D – dvouhra; Č – čtyřhra          |
| Grand Slam (0)                    |
| Turnaj mistryň (0)                |
| Premier Mandatory & Premier 5 (0) |
| Premier (0)                       |
| International (4–1 Č)             |

### Čtyřhra: 5 (4–1)
| Stav       | č. | datum             | turnaj             | povrch | spoluhráčka           | soupeřky ve finále                          | výsledek         |
| ---------- | -- | ----------------- | ------------------ | ------ | --------------------- | ------------------------------------------- | ---------------- |
| Finalistka | 1. | 19. července 2015 | Bukurešť, Rumunsko | antuka | Patricia Maria Țigová | Oxana Kalašnikovová Demi Schuursová         | 2–6, 2–6         |
| Vítězka    | 1. | 24. dubna 2016    | Istanbul, Turecko  | antuka | İpek Soyluová         | Xenia Knollová Danka Kovinićová             | bez boje         |
| Vítězka    | 2. | 24. července 2016 | Båstad, Švédsko    | antuka | Alicja Rosolská       | Lesley Kerkhoveová Lidzija Marozavová       | 6–3, 7–5         |
| Vítězka    | 3. | 22. července 2018 | Bukurešť, Rumunsko | antuka | Irina-Camelia Beguová | Danka Kovinićová Maryna Zanevská            | 6–3, 6–4         |
| Vítězka    | 3. | 15. dubna 2019    | Lugano, Švýcarsko  | antuka | Sorana Cîrsteaová     | Veronika Kuděrmetovová Galina Voskobojevová | 1–6, 6–2, [10–8] |

## Finále série WTA 125
| Legenda                  |
| ------------------------ |
| D – dvouhra; Č – čtyřhra |
| WTA 125 (1–0 Č)          |

### Čtyřhra: 1 (1–0)
| Stav    | č. | datum        | turnaj       | povrch | spoluhráčka        | soupeřky ve finále                        | výsledek |
| ------- | -- | ------------ | ------------ | ------ | ------------------ | ----------------------------------------- | -------- |
| Vítězka | 1. | 5. září 2020 | Praha, Česko | antuka | Lidzija Marozavová | Giulia Gatto-Monticoneová Nadia Podoroská | 6–4, 6–4 |

## Tituly na okruhu ITF
| Dotace turnajů okruhu ITF | Dotace turnajů okruhu ITF |
| ------------------------- | ------------------------- |
| 100 000 $ tournaments     | 80 000 $ tournaments      |
| 75 000 $ tournaments      | 60 000 $ tournaments      |
| 50 000 $ tournaments      | 25 000 $ tournaments      |
| 15 000 $ tournaments      | 10 000 $ tournaments      |

### Dvouhra (19)
| č.  | datum              | turnaj                   | povrch    | poražená finalistka         | výsledek           |
| --- | ------------------ | ------------------------ | --------- | --------------------------- | ------------------ |
| 1.  | 20. května 2007    | Galați, Rumunsko         | antuka    | Cristina Celaniová          | 6–0, 7–5           |
| 2.  | 25. července 2010  | Bukurešť, Rumunsko       | antuka    | Elora Dabijová              | 7–5, 7–5           |
| 3.  | 4. září 2011       | Mamaia, Rumunsko         | antuka    | Inés Ferrerová Suárezová    | 6–3, 6–0           |
| 4.  | 26. února 2012     | Antalya, Turecko         | antuka    | Mana Ajukawová              | 6–3, 6–0           |
| 5.  | 27. května 2012    | Temešvár, Rumunsko       | antuka    | Viktória Maľová             | 6–2, 6–0           |
| 6.  | 3. května 2012     | Přerov, Česko            | antuka    | Martina Kubičíková          | 6–2, 6–3           |
| 7.  | 16. září 2012      | Sofie, Bulharsko         | antuka    | Sharon Fichmanová           | 6–4, 3–6, 6–3      |
| 8.  | 14. dubna 2014     | Pula, Itálie             | antuka    | Sara Sorribesová Tormová    | 6–4, 6–3           |
| 9.  | 30. června 2014    | Denain, Francie          | antuka    | Fiona Ferrová               | 4–6, 6–2, 6–1      |
| 10. | 14. července 2014  | Darmstadt, Německo       | antuka    | Viktorija Golubicová        | 6–2, 6–1           |
| 11. | 30. srpna 2014     | Mamaia, Rumunsko         | antuka    | Tereza Martincová           | 6–2, 6–4           |
| 12. | 13. září 2014      | Sofie, Bulharsko         | antuka    | Viktoria Kanová             | 6–4, 4–6, 6–3      |
| 13. | 27. září 2014      | Podgorica, Černá Hora    | antuka    | Vitalija Ďjačenková         | 6–1, 6–4           |
| 14. | 28. února 2015     | Campinas, Brazílie       | antuka    | Olivia Rogowská             | 6–3, 3–6, 6–2      |
| 15. | 13. listopadu 2016 | Bratislava, Slovensko    | tvrdý (h) | Denisa Allertová            | 6–2, 6–3           |
| 16. | 12. března 2017    | Antalya, Turecko         | antuka    | Ayla Aksuová                | 6–2, 6–3           |
| 17. | 6. července 2018   | Focșani, Rumunsko        | antuka    | Oana Georgeta Simionová     | 6–4, 6–4           |
| 19. | srpen 2019         | Wanfercée-Baulet, Belgie | antuka    | Sinja Krausová              | 6–4, 6–3           |
| 19. | září 2019          | Arad, Rumunsko           | antuka    | Irene Burillo Escorihuelová | 6–7(5–7), 6–4, 6–4 |

### Čtyřhra (19)
| č.  | datum             | turnaj                    | povrch      | spoluhráčka             | soupeřky ve finále                               | výsledek                   |
| --- | ----------------- | ------------------------- | ----------- | ----------------------- | ------------------------------------------------ | -------------------------- |
| 1.  | 7. srpna 2009     | Arad, Rumunsko            | antuka      | Diana Enacheová         | Ionela-Andreea Iovová Ioana Ivanová              | 6–3, 7–5                   |
| 2.  | 13. března 2010   | Antalya, Turkey           | antuka      | Diana Enacheová         | Evelyn Mayrová Julia Mayrová                     | (3)6–7(6–8), 6–1, [11–9]   |
| 3.  | 23. července 2010 | Bukurešť, Rumunsko        | antuka      | Diana Enacheová         | Dessislava Mladenovová Dalia Zafirovová          | 6–3, 6–1                   |
| 4.  | 8. října 2011     | Dobrich, Bulharsko        | antuka      | Diana Marcuová          | Laura-Ioana Andreiová Cristina Dinuová           | 4–6, 6–3, [10–6]           |
| 5.  | 21. ledna 2012    | Antalya, Turecko          | antuka      | Cristina Dinuová        | Diana Marcuová Liana Ungurová                    | 7–6(3), 6–2                |
| 6.  | 28. ledna 2012    | Antalya, Turecko          | antuka      | Cristina Dinuová        | Jumi Nakanová Jekatěrina Jašinová                | bez boje                   |
| 7.  | 26. května 2012   | Temešvár, Rumunsko        | antuka      | Teodora Mirčićová       | Lina Gjorčeská Dalia Zafirovová                  | 6–1, 6–2                   |
| 8.  | 14. dubna 2014    | Pula, Itálie              | antuka      | Stefana Andreiová       | Audrey Albiéová Manon Peralová                   | 7–6(7–5), 6–2              |
| 9.  | 30. srpna 2014    | Mamaia, Rumunsko          | antuka      | Irina Maria Barová      | Andreea Crăciun Patricia Maria Țig               | 6–4, 6–1                   |
| 10. | 19. září 2014     | Dobrich, Bulharsko        | antuka      | Irina Maria Barová      | Réka Luca Janiová Isabella Šinikovová            | 7–5, 7–6                   |
| 11. | 13. února 2015    | São Paulo, Brazílie       | antuka      | Danka Kovinićová        | Tatiana Búová Paula Cristina Gonçalves           | 6–2, 7–5                   |
| 12. | 31. října 2015    | Poitiers, Francie         | tvrdý (h)   | Monica Niculescuová     | Stéphanie Foretzová Amandine Hesseová            | 6–7(5–7), 7–6(7–2), [10–8] |
| 13. | 8. května 2016    | Cagnes-sur-Mer, Francie   | antuka      | Demi Schuursová         | Xenia Knollová Aleksandra Krunićová              | 6–4, 7–5                   |
| 22. | 1. července 2018  | Curtea de Argeș, Rumunsko | antuka      | Elizabeth Mandliková    | Anna Turatiová Bianca Turatiová                  | 6–4, 7–5                   |
| 23. | 6. července 2018  | Focșani, Rumunsko         | antuka      | Oana Georgeta Simionová | Selma Stefania Cadarová Anastasija Charitonovová | 4-6, 6-2, [10-6]           |
| 15. | červenec 2018     | Focșani, Rumunsko         | antuka      | Oana Georgeta Simionová | Selma Stefania Cadarová Anastasija Charitonovová | 4–6, 6–2, [10–6]           |
| 16. | září 2018         | Montreux, Švýcarsko       | antuka      | Elena-Gabriela Ruseová  | Laura Pigossiová Maryna Zanevská                 | 4–6, 6–3, [10–4]           |
| 17. | listopad 2018     | Pula, Itálie              | antuka      | Cristina Dinuová        | Federica di Sarraová Anastasia Grymalská         | bez boje                   |
| 18. | září 2019         | Arad, Rumunsko            | antuka      | Başak Eraydınová        | Oana Gavrilová Andreea Roșcová                   | 6–0, 6–1                   |
| 19. | únor 2020         | Altenkirchen, Německo     | koberec (h) | Laura Ioana Paarová     | Anna Popescuová Chiara Schollová                 | 7–5, 6–2                   |

## Postavení na konečném žebříčku WTA

### Dvouhra
| Rok    | 2006 | 2007   | 2008   | 2009   | 2010   | 2011   | 2012   | 2013   | 2014   | 2015  | 2016   | 2017   | 2018   | 2019   |
| Pořadí | 972. | ▲ 503. | ▼ 680. | ▲ 610. | ▲ 471. | ▲ 325. | ▲ 198. | ▲ 179. | ▲ 121. | ▲ 94. | ▼ 247. | ▼ 428. | ▼ 653. | ▲ 526. |

### Čtyřhra
| Rok    | 2008 | 2009   | 2010   | 2011   | 2012   | 2013   | 2014   | 2015   | 2016  | 2017   | 2018   | 2019   |
| Pořadí | 461. | ▼ 542. | ▲ 467. | ▼ 505. | ▲ 269. | ▼ 386. | ▲ 199. | ▲ 156. | ▲ 77. | ▼ 506. | ▲ 171. | ▲ 108. |